# Artur Hohenberg
Artur Hohenberg, auch Arthur Hohenberg, (* 3. Juli 1886 oder 8. Jänner 1887 in Péterlak; † 22. Jänner 1938 in Berlin) war ein österreichischer Produzent beim deutschen Film.

## Leben
Über Hohenbergs Leben ist nur sehr wenig bekannt. Er betrieb in seiner Heimatstadt eine Konzertagentur, die ab 1921 als Internationale Konzertdirektion 'Ika' GmbH firmierte und organisierte u. a. eine Südamerika-Tournee der Wiener Philharmoniker. Als zweiter Geschäftsführer bei der Spezialfilm GmbH stieg er 1925 in Österreich ins Filmgeschäft ein. 1926 begann er in Berlin im Filmvertrieb tätig zu sein (Artur Hohenberg Film-Vertrieb, Berlin SW 48, Friedrichstr. 5/6). Bei der 1927 gegründeten Hom-Film GmbH (1927–1929) war er Prokurist mit der Maßgabe, gemeinsam mit Geschäftsführer Fritz Oppenheimer die Gesellschaft zu vertreten. Die Produktionsfirma stellte unter anderem einige frühe Filme von Carl Lamac (Regie) und Anny Ondra (Schauspiel) her. 1928 führte Hohenberg auch ergebnislos verlaufende Verhandlungen mit Arthur Schnitzler bezüglich der Verfilmung eines seiner Werke. Noch im selben Jahr hatte die Firma großen Erfolg mit dem Luis-Trenker-Bergsteigerfilm Der Kampf ums Matterhorn. Im Februar 1929 wurde Hohenberg Geschäftsführer der Pabst-Film GmbH und produzierte den Stummfilmklassiker Tagebuch einer Verlorenen, den er auch im eigenen Verleih Favorit Film in die Kinos brachte. Im selben Jahr gründeten Hohenberg, Fritz Oppenheimer und Moisy Markus die Hom Aktiengesellschaft für Filmfabrikation (1929–1931) und bildeten den Vorstand. Sie stellten u. a. die Trenker-Filme Der Ruf des Nordens und Die heiligen drei Brunnen her.
Zu Beginn der Tonfilm-Ära setzte Hohenberg seine Produktionstätigkeit mit der Herstellung von Ondra-Lamac-Produktionen fort, diesmal unter dem Produktionsdach der Hauptdarstellerin und ihres Hausregisseurs. In den kommenden fünf Jahren bildeten alle drei Beteiligten ein festes Gespann, ehe Hohenberg 1935 vom Produktionsbetrieb ausgeschlossen wurde. Im Januar 1933 hatte er mit Christoph Mülleneisen die Olac Tonfilm GmbH gegründet. Von 1931 bis 1933 leitete Hohenberg das Kurtheater von Bad Ischl.
Von den Nationalsozialisten fortan kaltgestellt, versuchte er Deutschland zu verlassen. Schließlich verübte Artur Hohenberg im Januar 1938 Selbstmord, „weil man ihm den Reisepass entzogen habe“, wie es heißt. Er wurde am 30. Januar 1938 in Österreich beerdigt.

## Filmografie
als Produzent oder Produktionsleiter
- 1927: Höhere Töchter
- 1928: Der Hafenbaron
- 1928: Die Regimentstochter
- 1928: Der Kampf ums Matterhorn
- 1928: Der erste Kuß
- 1928: Saxophon-Susi
- 1929: Tagebuch einer Verlorenen
- 1930: Die vom Rummelplatz
- 1930: Eine Freundin, so goldig wie Du
- 1931: Der Zinker
- 1931: Mamsell Nitouche
- 1932: Der Hexer
- 1932: Die grausame Freundin
- 1933: Die Tochter des Regiments
- 1934: Der Doppelgänger
- 1934: Klein Dorrit
- 1934: Die vertauschte Braut
- 1935: Knock out
- 1935: Im weißen Rößl
- 1935: Der junge Graf